# ريك إيمرسون
ريك إيمرسون (بالإنجليزية: Rick Emerson)‏ هو مقدم برامج إذاعية أمريكي، ولد في 7 مارس 1973 في كينويك في الولايات المتحدة.